# Seznam častnikov Slovenske vojske 1918-19
Seznam častnikov Slovenske vojske 1918-19.

## A
Viktor Andrejka pl. Livnogradski - 
Jernej Ankerst - 
Viljem Apich - 
Bruno Auman -

## B
Josip Babič - 
Rudolf Badjura - 
Ivan Batagej - 
Karl Belec - 
Henrik Bezgovšek - 
Štefan Bitaj - 
Ivan Brišček - 
Bogumil Burnik - 

## C
Marinj Cernović - 
Franc Cilenšek - 
Martin Colarič - 
Franc Cvirn -
Jovo Cvjetkovic (major) -

## Č
Andrej Čebokli - 
Vladimir Černe - 

## D
Maks Dekleva - 
Edo Delak - 
Franc Dequal - 
Viljem Dereani - 
Franc Deržaj - 
Edvard Dolenc - 
Stanislaus Drašler - 

## E
Karl Ettel pl. Hvozdomil - 

## F
Bruno Favaj - 
Franc Finžgar - 
Fran Furlan - 

## G
Zdenko Goriup - 
Franc Gorše - 
Ivan Gračner - 

## H
Janko Hočevar - 

## J
Ivan Jastrobnik - 
Josip Jernejčič -
Janko Ješe - 
Franc Jurca - 
Marij Juriavčič - 
Franc Jurkovič - 

## K
Andrej Klemenčič - 
Emil Knific - 
Fran Kocjančič - 
Avgust Kolšek - 
Jožef Kordiš - 
Josip Kosar - 
Janko Košenina - 
Viktor Kralj - 
Anton Krejči - 
Vladimir Krušič -

## L
Alfred Lavrič - 
Anton Lukanc pl. Savenburg -

## M
Jože Malenšek - 
Franjo Malgaj - 
Anton Martinčič - 
Adolf Milavec - 
Anton Mirt - 
Albin Mlakar - 
Eugen Müller - 
Jurij Mušič - 

## N
Franc Nejedly - 
Miroslav Nešmah - 

## O
Ivan Orehek - 

## P
Franc Pavlič - 
Josip Perčič -
Ivan Perko -  
Adolf Perles - 
Miroslav Petelin - 
Makso Peterlin - 
Viktor Peterlin - 
Ivan Posedel - 
Jakob Potočnik - 
Dragotin Pož - 
Franc Prem - 
Viljem Premrov - 
Maks Presker - 
Maks Prezelj - 

## R
Ludvik Rebolj - 
Ciril Rihtar - 
Karl Roček - 
Ivan Rode - 
Ivan Rojnik (častnik) - 
Mihajlo Rostohar - 
Ivan Rozman - 
Franc Rus -

## S
Alojzij Saušek - 
Franc Schwickert - 
Edmund Schwinger - 
Ferdo Siegmund - 
Franc Simončič - 
Jožef Sirk - 
Alojzij Slanovec - 
Andrej Slapar - 
Jožef Smoljan - 
Fran Srebot - 
Vladimir Starec
Anton Stefanciosa - 
Karel Straus - 

## Š
Gustav Šilih –
Božidar Šinkovec - 
Avgust Škabar - 
Jožko Škerl - 
Matija Štefin -
Ivan Šteh -  
Emanuel Šuflaj -

## V
Edvard Vaupotič - 
Josip Videmšek - 
Prokop Vidic - 
Ivan Vilman -
Oto Vreča - 
Anton Vrečko - 
Martin Vukšinič - 

## W
Ferdinand Widmar - 
Franc Windisch - 

## Z
Benedikt Zeilhofer - 
Miha Zupan - 
Jernej Zupančič -

## Ž
Leopold Žagar - 
Dominik Žvokelj - 